# Seven Thorns
Seven Thorns er et dansk power metal band, startet i 1998 af Lars Borup, men først i 2007, med tilgangen af Gabriel Tuxen, fandt bandet sin musikalske rygrad. Bandet har udgivet tre singler og to studiealbummer til dato. Deres debutalbum Return to the Past, blev udgivet i november 2010 gennem det amerikanske label Nightmare Records og kom til verden med hjælp fra Tommy Hansen fra Jailhouse Studio.
I 2011 drog Seven Thorns på deres første Europa tour som support til amerikanske Circle II Circle og spillede deres første koncerter på tyske festivaler.
Siden hen har Seven Thorns tourneret Europa flere gange og spillet et utal af koncerter og festivaler - især i Tyskland. Efter udgivelsen af deres andet album "II" var de på tour med bl.a. med Lillian Axe og Raven.
I juni 2017 udsendte bandet den første single, Black Fortress, fra det længe ventede næste album. En video til "Black Fortress" blev udgivet sammen med singlen.
Seven Thorns spiller på den store danske metalfestival Copenhell 2017.
Med udgivelsen af deres 3. album "Symphony of Shadows", var det tydeligt, at bandet havde løftet deres niveau i en sådan grad, at bandet blev booket til at spille med tyske Freedom Call på deres første headliner tour i Europa. Uden support fra deres danske pladeselskab lykkedes det bandet at få hul til de store europæiske booking agenturer og under corona nedlukning blev Seven Thorns booket til at supportere et andet af de større anerkendte tyske bands - Serious Black på deres Europa tour i 2021. Touren blev dog flyttet til sidst i 2022 pga. corona.
Bandet blev også booket til at spille på den store indendørs festival "Winter Masters of Rock 2022" i Tjekkiet.

## Medlemmer

### Nuværende
- Lars Borup – Trommer
- Magnus Koudahl – Lead guitar
- Mads Mølbæk - Bas
- Asger W. Nielsen – Keyboard
- Björn Asking - Vokal

### Gæstemusikere
- Mikkel Henderson (Fate, Evil Masquerade) – Diverse keyboardroller på Return to the Past
- Olaf Lenk (At Vance) – Guitar solo på nummeret 'Liberty' fra Return to the Past
- Mads Mølbæk – Bas afløser på de første koncerter på Europa touren 2011 med Circle II Circle.
- Erik "EZ" Blomkvist (Platitude, Dreamscape) – Vokal på 1. og 2. album
- André Andersen (Royal Hunt) - keyboardsolo på "Eye of Storm"
- David Henriksson (ex-Insania) - vokal på "Redemption"

### Tidligere
- Mik Holm – Komponist
- Gustav Blide – Vokal
- Christian B. Strøjer – Lead guitar
- Nicolaj Marker – Bas
- Dr. No – Guitar
- Daniel Stilling – Guitar
- Jesper Munk – Guitar
- Pil – Keyboard
- Tommy Strauss – Bass (Evil, Fat Rock)
- Peter Falk – Guitar
- Artur Meinhild – Keyboard
- Carl Christian – Guitar

## Diskografi

### Albums
- Return to the Past (2010)
- II (2013)
- "Symphony of Shadows" (2018)

### Singler
- "Artificial Night" (indspillet af Seven Thorns, udgivet under navnet 7thorns) (2005)
- "Forest Majesty" (2009)
- "Black Fortress" (2017)
- "Evil Within" (2018)
- "Beneath a Crescent Moon" (2019)
- "Symphony of Shadows" (2019)

## Musikvideoer
- Liberty
- Mamma Mia
- Eye of the Storm (Live)
- Joker's Game
- Black Fortress
- Evil Within
- Beneath a Crescent Moon
- Symphony of Shadows